# Bilan saison par saison du Cavigal Nice
Cette page présente le bilan par saison du Cavigal Nice Basket 06.

## Saison 2016-2017
Entraîneur : Rachid Meziane
Assistants : Grégory Muntzer
| Numéro | Nom                       | Née le           | Taille | Nationalité | Poste |
| 46     | Romy Bär                  | 17 mai 1995      | 1,87 m | Allemagne   | 3-4   |
| 6      | Mamignan Touré            | 19 décembre 1994 | 1,83 m | France      | 2     |
| 8      | Isabelle Strunc           | 8 mars 1991      | 1,80 m | France      | 2     |
| 13     | Ambrosia Anderson         | 14 mars 1984     | 1,86 m | États-Unis  | 3     |
| 9      | Marie-Paule Foppossi      |                  |        | France      | 3     |
| 39     | Alix Duchet               |                  |        | France      | 1     |
| 7      | Mélissa Diawakana         | 24 octobre 1992  | 1,70 m | France      | 1     |
| 89     | Camille Aubert            | 8 avril 1989     | 1,70 m | France      | 1     |
|        | Victoria Macaulay         | 7 août 1990      | 1,93 m | États-Unis  | 5     |
| 33     | Courtney Walker           | 28 avril 1994    | 1,77 m | États-Unis  | 2     |
| 21     | Laëtitia Kamba            | 10 janvier 1987  | 1,87 m | France      | 4-3   |
| 12     | Jodie Cornelie-Sigmundova | 20 avril 1993    | 1,93 m | France      | 5     |

Alors qu'elle aligne les excellentes performances depuis le début de saison (15,81 points et 8,63 rebonds de moyenne par match), l'intérieure américaine Victoria Macaulay quitte le club mi-février pour rejoindre le championnat sud-coréen. Elle est remplacée par une arrière, l'américaine Courtney Walker.

## Saison 2015-2016
Alors qu'il y aura 3 rétrogradations sportives en LF2 en 2016, les Niss’Angels visent le maintien malgré les départs de l'américaine Shenita Landry et de la capitaine Marie-Eve Paget qui rejoint Angers. Le coach, Maïmouna Ba et Isabelle Strunc, Sophia Elenga, Alice Nayo, Astan Dabo et Margot Vidal-Genève devraient rester avec quatre arrivées.
Entraîneur : Rachid Meziane
Assistants : Grégory Muntzer
| Numéro | Nom                 | Née le           | Taille | Nationalité | Poste |
| 24     | Hind Ben Abdelkader | 21 juillet 1995  | 1,70 m | Belgique    | 1     |
| 11     | Djéné Diawara       | 29 janvier 1988  | 1,92 m | France Mali | 5     |
| 46     | Romy Bär            | 17 mai 1995      | 1,87 m | Allemagne   | 3-4   |
| 8      | Isabelle Strunc     | 8 mars 1991      | 1,80 m | France      | 2     |
| 9      | Alice Nayo          | 16 janvier 1993  | 1,86 m | France      | 4     |
| 10     | Maïmouna Ba         | 11 mars 1996     | 1,90 m | France      | 4     |
| 13     | Ambrosia Anderson   | 14 mars 1984     | 1,86 m | États-Unis  | 3     |
| 12     | Laëtitia Guapo      | 25 octobre 1995  | 1,82m  | France      | 2     |
| 6      | Margot Vidal-Genève | 17 novembre 1995 | 1,65 m | France      | 1     |
| 44     | Courtney Hurt       | 5 mars 1990      | 1,85 m | États-Unis  | 4     |
| 15     | Astan Dabo          | 30 mai 1992      | 2,03 m | Mali        | 5     |

Après avoir manqué d'un cheveu la quatrième place, Nice remporte le Challenge round.

## Saison 2014-2015
Entraîneur : Rachid Meziane
Assistants : Grégory Muntzer
| Numéro | Nom                 | Née le           | Taille | Nationalité     | Poste |
| 5      | Marie-Ève Paget     | 28 novembre 1994 | 1,70m  | France          | 1     |
| 6      | Sophie Elenga       | 1995             | 1,85m  | France          | 3     |
| 8      | Isabelle Strunc     | 8 mars 1991      | 1,80m  | France          | 2     |
| 9      | Alice Nayo          | 16 janvier 1993  | 1,86m  | France          | 4     |
| 10     | Maïmouna Ba         | 1996             | 1,90m  | France          | 4     |
| 11     | Janelle Bekkering   | 7 octobre 1988   | 1,83m  | Canada Pays-Bas | 3     |
| 12     | Laëtitia Guapo      | 25 octobre 1995  | 1,82m  | France          | 2     |
| 13     | Margot Vidal-Genève | 1995             | 1,63m  | France          | 1     |
| 14     | Shenita Landry      | 5 avril 1987     | 1,88m  | États-Unis      | 5     |
| 15     | Astan Dabo          | 30 mai 1992      | 2,03m  | Mali            | 5     |

Après 23 victoires et seulement 3 défaites, Nice termine la saison régulière de Ligue 2 en tête et organise le Final Four, qu'il remporte face à Roche Vendée  (67-57). Champion de Ligue 2 une nouvelle fois, Nice est qualifié pour retrouver la Ligue féminine de basket une année après l'avoir quittée..

## Saison 2013-2014
Entraîneur : Rachid Meziane
Assistants : Grégory Muntzer
| Numéro | Nom                  | Née le            | Taille | Nationalité        | Poste |
| 4      | Laëtitia Guapo       | 25 octobre 1995   | 1,82m  | France             | 2     |
| 5      | Marie-Ève Paget      | 28 novembre 1994  | 1,70m  | France 25/10/1995  | 1     |
| 6      | Kristen Sharp        | 18 avril 1981     | 1,75m  | États-Unis         | 1-2   |
| 7      | Kateřina Zohnová     | 7 novembre 1984   | 1,80m  | République tchèque | 2-3   |
| 9      | Alice Nayo           | 16 janvier 1993   | 1,86m  | France             | 4     |
| 11     | Margaux Galliou-Loko | 12 avril 1993     | 1,84m  | France             | 3     |
| 12     | Anna Montañana       | 24 octobre 1980   | 1,85m  | Espagne            | 4     |
| 8      | Alexandra Tchangoue  | 15 novembre 1985  | 1,80m  | France             | 2     |
| 14     | Christelle Diallo    | 12 mars 1993      | 1,93m  | France             | 5     |
| 15     | Jeanne Senghor-Sy    | 26 septembre 1982 | 1,90m  | Sénégal            | 5     |
| 20     | Karisma Penn         | 31 mai 1991       | 1,80m  | États-Unis         | 3     |
|        | Astan Dabo           | 30 mai 1992       | 2,03m  | Mali               | 5     |

Le club finit à la quatorzième et dernière place de la saison régulière.

## Effectif 2012-2013
Entraîneur : Rachid Meziane
Assistants : Grégory Muntzer et Alexandre Michailoff
| Numéro | Nom                  | Née le            | Taille | Nationalité | Poste |
| 5      | Anaïs Déas           | 1987              | 1,65m  | France      | 1     |
|        | Margaux Galliou-Loko | 12 avril 1993     | 1,84m  | France      | 3     |
|        | Guiday Mendy         | 18 mai 1986       | 1,85m  | France      | 4     |
|        | Margaux Okou-Zouzouo | 18 février 1991   | 1,85m  | France      | 3     |
|        | Marie-Ève Paget      | 28 novembre 1994  | 1,70m  | France      | 1     |
|        | Élodie Decker        | 23 octobre 1985   | 1,68m  | France      | 1-2   |
|        | Fabienne Constant    | 22 juillet 1986   | 1,88m  | France      | 5     |
|        | Alexandra Tchangoue  | 15 novembre 1985  | 1,80m  | France      | 2     |
|        | Jeanne Senghor-Sy    | 26 septembre 1982 | 1,90m  | Sénégal     | 5     |

## Effectif 2011-2012
Le club termine en dernière position de la LFB. il est relégué en Ligue 2.
Entraîneur : Olga Tarasenko
Assistant : Grégory Muntzer
| Numéro | Nom                | Née le            | Taille | Nationalité | Poste |
| 5      | Aminata Konaté     | 24 octobre 1990   | 1,68m  | France      | 1     |
| 6      | Merike Anderson    | 25 décembre 1981  | 1,80m  | Estonie     | 1-2   |
| 7      | Barbara Cousin     | 4 juin 1986       | 1,72m  | France      | 1     |
| 8      | Malgorzata Babicka | 6 septembre 1985  | 1,85m  | Pologne     | 4     |
| 8      | Kesley Bolte       | 5 août 1988       | 1,96m  | États-Unis  | 2-3   |
| 9      | Krysten Boogaard   | 18 février 1988   | 1,95m  | Pays-Bas    | 4-5   |
| 10     | Stéphanie Dubois   | 18 juin 1983      | 1,83m  | France      | 3     |
| 11     | Élodie Decker      | 23 octobre 1985   | 1,68m  | France      | 1-2   |
| 12     | Fabienne Constant  | 22 juillet 1986   | 1,88m  | France      | 5     |
| 15     | Jeanne Senghor-Sy  | 26 septembre 1982 | 1,90m  | Sénégal     | 5     |

2008-2009
entraîneur : Odile Santaniello
assistant : Philippe Beorchia
| Nom               | Taille | Nationalité        | Poste |
| ----------------- | ------ | ------------------ | ----- |
| Mélissa Micaletto | 1,65m  | France             | 1     |
| Marie Bacquet     | 1,91m  | France             | 5     |
| Silvana Mirvic    | 1,88m  | Bosnie-Herzégovine | 3     |
| Johanne Gomis     | 1,77m  | France             | 3     |
| Alina Slabecka    | 1,88m  | France             | 5     |
| Michhaela Moua    | 1,66m  | États-Unis         | 4-5   |
| Marylène Guerra   | 1,88m  | France             | 3-4   |
| Lauraine Tony     | 1,80m  | France             | 4     |
| Madinina Donivar  | 1,80m  | France             | 3     |